# Новое (Северная Осетия)
Но́вое (осет. Новое) — село в Пригородном районе Северной Осетии. Входит в состав Черменского сельского поселения.

## География
Расположено в 0,5 км к западу от Назрани и в 16 км к северо-востоку от Владикавказа, на левом берегу реки Назранка.

## История
Селение было основано в 2007 году, на месте стихийно основанного палаточного городка в окрестностях села Майское, для ингушей оказавшихся вынужденными переселенцами после событий 1992 года. 
В том же году населённому пункту было официально присвоен статус населённого пункта в составе Черменского сельского поселения Пригородного района Северной Осетии. 

## Население
| 2010 | 2021  |
| ---- | ----- |
| 3258 | ↘3040 |

Национальный состав
По данным Всероссийской переписи населения 2010 года.
| Народ  | Численность, чел. | Доля от всего населения, % |
| ------ | ----------------- | -------------------------- |
| ингуши | 3 229             | 99,1 %                     |
| другие | 29                | 0,9 %                      |
| всего  | 3 258             | 100 %                      |

## Улицы
Улицы села указаны с наименованиями Линия от 1-го до 22-го. 